# Boisbreteau
Boisbreteau är en kommun i departementet Charente i regionen Nouvelle-Aquitaine i västra Frankrike. Kommunen ligger  i kantonen Brossac som ligger i arrondissementet Cognac. År 2022 hade Boisbreteau 128 invånare.

## Befolkningsutveckling
Antalet invånare i kommunen Boisbreteau
Referens:INSEE